# Хатихумаюн
Хатихумаюнът (на турски: Hatt-ı Hümayun, осман. тур.: اصلاحات خط همايونى‎, Islâhat Hatt-ı Hümâyûnu; съвр. тур.: Islâhat Fermânı) е султански ферман (султанска заповед или заповед, издадена в името на султана), издаден на 18 февруари 1856 г. от султан Абдул Меджид I (Хат-и хумаюн – букв. щастливо писмо; султанска наредба по най-важните държавни въпроси). Издаден е в навечерието на Парижката конференция от 1856 г. след приключването на Кримската война.
Ферманът е издаден в резултат от натиск от съюзниците на Османската империя в Кримската война. На конференция, проведена в Цариград, в която наред с османски представители участват британският посланик лорд Стратфорд, френският Тувнел, както и австрийският Антон фон Прокеш, са договорени основните положения на Хатихумаюна. В хода на разговорите Високата порта отхвърля англо-френското предложение за свободно отказване на мюсюлманите от вярата си и конвертирането им в християни.
Ферманът дава и гарантира равни граждански права на християните спрямо мюсюлманите в Османската империя. Гарантират се равни права на поданиците на империята пред данъчните власти, в образованието и правосъдието. Премахва изтезанията и цели реформа на затворите. Хатихумаюнът гарантира свободата на религията на всяка религиозна група, независимо от големината ѝ, и защитава поданиците на империята да не бъдат принуждавани да променят религията си и да не бъдат преследвани за убежденията си.
Указът позволява на християните свободно да изповядват своята вяра, както и да започнат масово строителство на богато украсени църкви.
Той е споменат в Парижки мирен договор (1856) и по този начин придобива характер на международно задължение. Хатихумаюнът повтаря основните постановки на Гюлханския хатишериф и обещава нови реформи. Прокламират се равните възможности между мюсюлмани и немюсюлмани при заемане на държавни длъжности, в съдилищата, при прием в гражданските и военни учебни заведения. Хатихумаюнът предоставя право на немюсюлманските общности (миллети) да ръководят сами своите вътрешни дела.
Новият реформен акт създава условия за по-бързото навлизане на капиталистическите отношения в икономиката, като стимулира оформянето на буржоазна прослойка, предимно от нетурските народности и дава тласък на светската култура и образование.
С настъпването на Източната криза (1875 – 1878) реформите са прекратени, а по време на управлението на султан Абдул Хамид II в империята е установен реакционен режим.